# Леван Піпія
Лева́н Піпія (груз. ლევან ფიფია) — грузинський військовик, засновник і президент ГО «Грузинська діаспора в Україні «Сакартвело».

## Біографія
Піпія народився 11 серпня 1990 року в Грузії, в селі Джалі Очамчирського району Абхазької АРСР.
У 1993 році, після окупації Абхазії Росією, разом з батьками переїхав до міста Джварі, муніципалітету Цаленджіха. З 2002 року проживав у столиці Грузії Тбілісі.
Піпія закінчив початкову бойову, розвідувальну, снайперську, інженерну школи, школи зв'язку, парашутну та командну школи. Він спеціаліст зі зброї.
Прослужив 10 років у Збройних силах Грузії. Піпія був командиром снайперів окремого розвідувального підрозділу, інструктором-розвідником, начальником сержантського складу Центру підготовки резерву армії.
Брав участь у російсько-грузинській війні 2008 року, у військово-розвідувальних операціях у Сомалі та Афганістані, у ряді спецоперацій по всій Грузії.
У 2017 році Піпія приїхав в Україну і приєднався до Грузинського легіону, воюючи там як снайпер.
У 2018 році отримав звання головного сержанта Грузинського легіону. Того ж року Піпія став заступником командира грузинського легіону.

### Російське повномасштабне вторгнення
За декілька днів до російського вторгнення, у лютому 2022 року, тренував українських резервістів як інструктор Грузинського національного легіону.
Брав участь у бойових діях в Авдіївці, Лисичанську, Бахмуті, Оріхові, Гуляйполі, Гостомелі, Бучі, Ірпені та Борисполі.
Піпія брав участь у 38 штурмах. Зазнав двох бойових поранень.
Піпія отримав Подяки Президента Грузії, Міністра оборони та Генштабу. Нагороджений 20 державними орденами та медалями Грузії та України, орденом Патріархату України.
За особливий внесок у боротьбу за незалежність України Піпія отримав найпочеснішу недержавну нагороду країни — звання Народного Героя України.
Піпія — засновник і президент ГО «Грузинська діаспора в Україні «Сакартвело»..
Піпія захоплюється різними видами спорту: футбол, карате, ушу, дзюдо, ММА, а також шахи. Він є майстром грузинського бойового мистецтва хрідолі і був членом національної збірної Міністерства оборони Грузії з ММА та хрідолі.
Захоплюється живописом, поезією та екстремальними видами спорту.
Піпія займається благодійністю. Він курує музичну школу для дітей-переселенців з Абхазії, допомагає і підтримує грузинських спортсменів і дітей, які залишилися без опіки, будує православні святині в гірських районах Грузії.